# Forêt de Chaux
Die Forêt de Chaux (Wald von Chaux) ist ein 204 km² großes Waldgebiet im Département Jura in Frankreich, östlich von Dole zwischen den Flüssen Doubs und Loue gelegen.
Bis ins 19. Jahrhundert diente das Holz der Forêt de Chaux zur Befeuerung der Salinen in Arc-et-Senans, zur Gewinnung von Holzkohle und für lokale Industrien, wie z. B. die Töpferei.